# Django Asül
Django Asül (sinh ngày 19 tháng 4 năm 1972) là một diễn viên và diễn viên hài người Thổ Nhĩ Kỳ-Đức.

## Sự nghiệp điện ảnh

### Truyền hình
| Năm  | Nhan đề                  | Vai diễn            | Ghi chú |
| ---- | ------------------------ | ------------------- | ------- |
| 2009 | Hanna und die Bankräuber | Kommissar Schneider |         |
| 2007 | Tatort                   | Platzwart           | 1 tập   |
| 2005 | Brutto wie netto         |                     |         |
| 2003 | Die Rosenheim-Cops       | Peter Schlatner     | 1 tập   |
| 2002 | Café Meineid             | Achmed Sanclacy     | 1 tập   |

## CD
- Hämokratie, CD, Zampano (BMG), tháng 11 năm 1999
- Autark, CD, Zampano (BMG), tháng 10 năm 2001
- Hardliner, CD, Zampano (BMG), tháng 9 năm 2004
- Fragil, CD, Sony BMG, 6. tháng 2 năm 2009

## Sách
- Oh Abendland!, Lichtung-Verl., 1997

## Giải thưởng
- 1996: Kabarett Kaktus[1]
- 1997: Obernburger Mühlstein Jury- und Publikumspreis[2]
- 1998: Ravensburger Kupferle[3]
- 2000: Bayerischer Kabarettpreis [4]
- 2005: Ybbser Spaßvogel
- 2007: Kulturnews[5]